# 聖母子 (ムリーリョ、メトロポリタン美術館)
『聖母子』（せいぼし、西: Virgen con el Niño, 英: Virgin and Child）は、スペインのバロック絵画の巨匠バルトロメ・エステバン・ムリーリョが1670-1672年ごろ、キャンバス上に油彩で制作した絵画である。ムリーリョの最も魅力的な作品の1つであるこの絵画は画家の全盛時代に描かれたもので、聖母マリアの乳房に手を伸ばす幼子イエス・キリストを表している。作品は1943年にロジャーズ基金により購入されて以来、ニューヨークのメトロポリタン美術館に所蔵されている。

## 作品
この絵画について触れた最初の資料は、1728年に作成されたサンティアゴ侯爵フランシスコ・エステバン・ロドリゲス・デ・ロス・リオス (Francisco Esteban Rodríguez de los Ríos) の財産目録である。侯爵のコレクションにはムリーリョの傑作が数多く含まれていた。その後、本作はスコットランドのファイフに地所を所有したクロフォード伯爵家に代々受け継がれ、アイルランド国立美術館の館長を務めたイギリスの美術批評家であり、美術商でもあったロバート・ラングドン・ダグラスを通してメトロポリタン美術館に収蔵された。
上記の1728年の目録では、幼子イエスが聖母の乳房に手を伸ばしている図像から、「幼子に授乳する聖母」という題名で呼ばれていた。ムリーリョの聖母子を主題とした作品が高く評価された理由は、繰り返し描かれたテーマに親しみと愛らしさを与えることができたその才能にあった。肌着の上に伝統的な赤色の衣服と青色の布を纏った聖母は、何も描かれていない室内空間で石のベンチに座っている。彼女の黒みがかった髪の毛は、透き通ったヴェールで覆われている。聖母はイエスを見下ろしながら、人間の贖罪のために犠牲となる彼の将来を察していることを重々しい表情の中に示している。
イエスは乳児ではなく、均整のとれた体型で、赤みがかった金髪の活発な子供として描かれている。彼の仕草は通常の図像とは異なり、自然なものである。幼子は鑑賞者に気付いて一時乳を飲むのをやめ、こちらを振り向いているかのように描かれており、その眼差しは鑑賞者のほうを向いている。彼は聖母とともに光輪を背にして、絵画の最も重要な部分をなしている。